# 272
272（二百七十二、にひゃくななじゅうに）は自然数、また整数において、271の次で273の前の数である。

## 性質
- 272は合成数であり、約数は 1, 2, 4, 8, 16, 17, 34, 68, 136, 272 である。
  - 約数の和は558。
    - 63番目の過剰数である。1つ前は270、次は276。
- 6番目の原始擬似完全数である。1つ前は104、次は304。
- 37番目の回文数である。1つ前は262、次は282。
- 272 = 16 × 17
  - 16番目の矩形数である。1つ前は240、次は306。
  - 272 = 161 + 162 = 172 − 171
    - 16の自然数乗の和とみたとき1つ前は16、次は4368。

  - 272 = 2 + 4 + 6 + 8 + 10 + 12 + … + 30 + 32
  - 272 = 17 × 24
    - n = 4 のときの 17 × 2n の値とみたとき1つ前は136、次は544。(オンライン整数列大辞典の数列 A110287)
    - p4 × q の形で表せる7番目の数である。1つ前は208、次は304。(オンライン整数列大辞典の数列 A178739)
- 約数の和が272になる数は2個ある。(201, 271) 約数の和2個で表せる23番目の数である。1つ前は264、次は280。
- 各位の和が11になる25番目の数である。1つ前は263、次は281。
- 272 = 42 + 162
  - 異なる2つの平方数の和で表せる82番目の数である。1つ前は269、次は274。(オンライン整数列大辞典の数列 A004431)
  - 272 = 44 + 24
    - n = 4 のときの 4n + 2n = 22n + 2n = 2n(2n + 1) の値とみたとき1つ前は72、次は1056。(オンライン整数列大辞典の数列 A063376)

  - 272 = 44 + 42
    - n = 4 のときの n4 + n2 の値とみたとき1つ前は90、次は650。(オンライン整数列大辞典の数列 A071253)
- 272 = 82 + 82 + 122
  - 3つの平方数の和1通りで表せる80番目の数である。1つ前は268、次は277。(オンライン整数列大辞典の数列 A025321)
- 1/272 = 0.00367647058823529411… (下線部は循環節で長さは16)
  - 逆数が循環小数になる数で循環節が16になる13番目の数である。1つ前は255、次は306。
- すべての桁が素数である33番目の数である。1つ前は257、次は273。(オンライン整数列大辞典の数列 A046034)
- 272 = 212 − 169
  - n = 21 のときの n2 − 132 の値とみたとき1つ前は231、次は315。(オンライン整数列大辞典の数列 A132768)

## その他 272 に関連すること
- 年始から数えて272日目は9月29日。
- 西暦272年